# Erieye

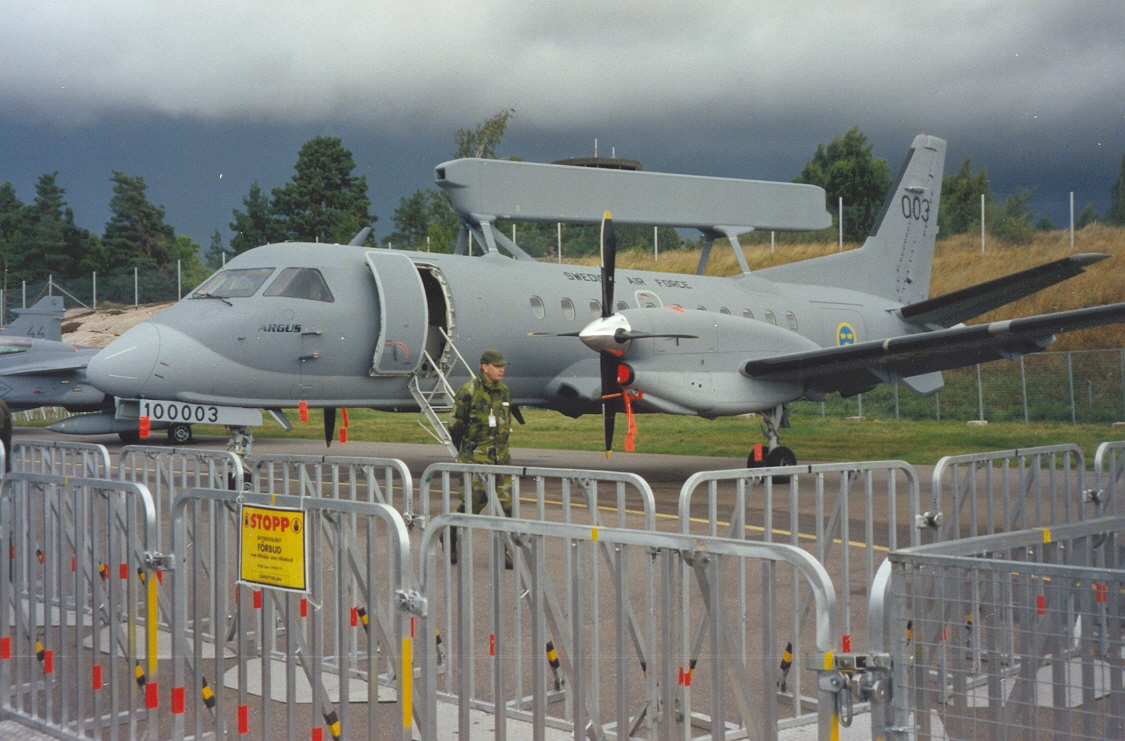
SAAB-340 Erieye

Erieye — система дальнего радиолокационного обнаружения и управления, основанная на специальном радаре и устанавливаемая на самолёте, предназначена для разведки и управления боем. Разработана в Швеции компанией Saab AB.
Система Erieye способна обнаруживать воздушные цели на дальности до 450 километров, однако эффективная дальность обнаружения целей типа «истребитель» составляет около 300—350 километров. Основным элементом является импульсно-доплеровская радиолокационная станция (РЛС) с фазированной антенной решёткой.
Система Erieye устанавливается на самолёты Saab 340, Saab 2000 и Embraer R-99. Состоит на вооружении ВВС Швеции, Бразилии, Греции, Мексики, Таиланда, Пакистана.